# José Pascual de Zayas y Chacón
José Pascual de Zayas y Chacón (5 de Junho de 1772 - 27 de Outubro de 1827) foi um general espahol. Nasceu no meio de uma abastada família de fidalgos de Cuba desde o século XVI. Com sete anos de idade, a família mudou-se para Espanha. A 15 de Setembro de 1783 assenta praça no regimento de Infantaria de linha das Astúrias. Participou na Guerra de Independência Espanhola e nas Guerras Napoleónicas.